# Diana Barran
Diana Francesca Caroline Clare Barran (nascida em 10 de fevereiro de 1959), também conhecida como Baronesa de Barran, é uma ativista de caridade britânica, ex-gerente de fundos de cobertura e colega vitalícia do Partido Conservador. Ela é a fundadora da instituição de caridade de conscientização sobre abuso doméstico SafeLives e atuou como diretora executiva de 2004 a 2017.

## Carreira
Diana Barran trabalhou como banqueira de investimentos em Londres (Inglaterra) e em Paris (França) para a Morgan Grenfell e Enskilda Asset Management e fundou o Fundo de Cobertura Barran and Partners, em 1993. Diana Barran deixou a Beaumont Capital em 2001, pouco antes de sua venda para a Schroders. Diana Barran possuía 10% da Beaumont Capital na época de sua partida.
Diana Barran é ex-curadora da Comic Relief e ex-presidente da Henry Smith Charity. Diana Barran trabalhou como chefe de desenvolvimento de doações para a New Philanthropy Capital e como consultora de doadores da empresa.
Em 26 de julho de 2019, Diana Barran foi nomeadaSubsecretária de Estado Parlamentar para a Sociedade Civil do Departamento de Cultura, Mídia e Esporte no primeiro ministério de Johnson. A função incluía a responsabilidade pelos negócios do departamento nas comemorações dos Lordes e da Primeira Guerra Mundial.
Diana Barran assumiu o "portfólio da solidão" em 2019, assumindo o papel de "Ministra da Solidão" que a ex-primeira-ministra Theresa May estabeleceu em 2018, que anteriormente era ocupado por Tracey Crouch e Mims Davies. A posição visava abordar a crise de solidão na sociedade britânica que uma comissão de 2017 iniciada por Jo Cox havia investigado. De acordo com a Cruz Vermelha Britânica, mais de 9 milhões de pessoas no Reino Unido se sentem solitárias.
Em 17 de setembro de 2021, Diana Barran foi nomeada Subsecretária de Estado Parlamentar para o Sistema Escolar do Departamento de Educação, na segunda remodelação de gabinete do segundo ministério Johnson. Ela foi renomeada para esta posição por Liz Truss. Ela foi renomeada por Rishi Sunak, mas a pasta mudou para Subsecretária de Estado Parlamentar para o Sistema Escolar e Finanças Estudantis.

## Vida pessoal
Diana Barran é casada e tem quatro filhos. Ela foi educada na Benenden School e no King's College, em Cambridge.

## Honras e prêmios
Nas honras de aniversário de 2011, Diana Barran foi nomeada Membro da Ordem do Império Britânico (MBE).
Em maio de 2018, foi anunciado que ela receberia o título de nobreza vitalício. Em 21 de junho, ela foi nomeada Baronesa Barran, de Bathwick na cidade de Bath.
Diana Barran está na lista das 100 mulheres da BBC anunciada em 23 de novembro de 2020.